# 楊師程
楊師程（？—1619年），字道南，号景明，雲南雲南府安寧州人，明朝政治人物。

## 生平
萬曆十九年（1591年）辛卯科雲南鄉試舉人，二十六年（1598年）戊戌科進士。初授湘阴县知县，多善政，報最，三十六年八月擢四川道御史，獻納糾彈，指陳邊事，多所補益。三十八年巡鹽長芦，清餘課，諮商道，條議十數上，咸報可。以母老，三請終養未允。而讣至，號泣歸，未幾卒。

## 家族
曾祖楊麻。祖父楊尚益。父楊乾。